# Hernstein
Hernstein  är en ort och kommun i Österrike. Den ligger i distriktet Baden i förbundslandet Niederösterreich, 40 km sydväst om huvudstaden Wien. 
Kommunen består av sju orter (Ortschaften) (inom parentes invånarantal 1 januari 2024):

- Aigen (357)
- Alkersdorf (55)
- Grillenberg (420)
- Hernstein (487)
- Kleinfeld (46)
- Neusiedl (187)
- Pöllau (26)